# Maja squinado
Maja squinado es una especie de crustáceo decápodo del infraorden Brachyura, conocida en español como centollo, centolla o centolla europea. Es un crustáceo migratorio de gran tamaño. Su caparazón está repleto de espinas y protuberancias y puede llegar a medir hasta 20 cm de diámetro.

## Etimología
El epíteto específico squinado deriva del nombre provenzal de la especie («squinado», «esquinade», «esquinado» o «esquinadoun»), registrado por Rondelet ya en 1554.

## Distribución
Su hábitat se localiza en áreas del noreste del Atlántico y en el mar Mediterráneo. Un estudio del complejo críptico de especies alrededor del M. squinado pudo diferenciar a los ejemplares del mar Mediterráneo de los del Atlántico, y concluyó que estos últimos eran una especie diferente, llamada M. brachydactyla Balss, 1922.

## Historia natural
Se alimenta de una gran variedad de organismos, dominando las algas y moluscos en invierno, y equinodermos, como los erizos y pepinos de mar en verano. Las hembras pueden reproducirse hasta cuatro veces al año.
Suele realizar las migraciones en otoño, cubriendo algunos ejemplares hasta 160 km en ocho meses.
Todos los cangrejos son vulnerables durante la muda, y el centollo se vuelve gregario durante esa época, presumiblemente para defenderse de los depredadores.

## Pesca comercial
El centollo es explotado comercialmente, con capturas anuales de unas 5.000 toneladas, procediendo más del 70% de las costas francesas, sobre un 10% de las costas británicas, un 6% de las Islas del Canal, un 3% de España y otro 3% de Irlanda, 2% de Croacia, 1% de Portugal, y el resto, de Montenegro, Dinamarca y Marruecos, si bien las cifras oficiales están sujetas a ciertas dudas. La Política Pesquera Común de la Comisión Europea impone un tamaño mínimo de desembarco de 120 mm para los centollos, y algunos países tienen otras legislaciones, como la prohibición de desembarcar hembras que porten huevas en España o una veda en Francia y las Islas del Canal.